# Artabotrys coccineus
Artabotrys coccineus är en kirimojaväxtart som beskrevs av Ronald William John Keay. Artabotrys coccineus ingår i släktet Artabotrys och familjen kirimojaväxter. Inga underarter finns listade i Catalogue of Life.